# Patrick Kaukovalta
Patrick Kaukovalta (Turku, Finlandia Propia; 1 de diciembre de 1998) es un tenista finlandés.
Su mejor ranking en singles es el puesto 767°, registrado el 27 de mayo de 2024. En dobles, su mejor ubicación histórica es el 554°, lograda el 10 de junio de 2024.
Ha representado a Finlandia en la Copa Davis, donde tiene un récord de 1-2.

## Biografía
Se graduó de psicología en la Universidad de Alabama, Estados Unidos, donde jugó representando a esta casa de estudios en la NCAA. Se graduó en 2022 y desde entonces ha buscado profesionalizar su carrera como tenista.
Ha vivido la mayor parte de su vida en Espoo.
Entrena en el club HVS-Tennis, el cual también ha sido representado por tenistas como Harri Heliövaara.

## Copa Davis
De momento lleva 4 nominaciones al Equipo de Copa Davis de Finlandia, habiendo jugado 3 partidos, con 1 victoria (0 en individuales y 1 en dobles) y perdiendo (1 en individuales y 1 en dobles).
Debutó en las finales de la Copa Davis 2023, en septiembre de ese año, en el partido de dobles de la serie contra Estados Unidos (victoria por 3-0), venciendo junto con Heliövaara a Krajicek y Ram por 6-7, 7-6 y [10-8].

## Títulos ITF

#### Individuales (1)
| N.° | Fecha                    | Torneo       | Superficie | Oponente en la final | Resultado       |
| --- | ------------------------ | ------------ | ---------- | -------------------- | --------------- |
| 1.  | 10 de septiembre de 2023 | M15 Budapest | Dura       | Ofek Shimanov        | 7-63, 6-75, 6-3 |

#### Dobles (3)
| N.° | Fecha                | Torneo       | Superficie    | Pareja    | Oponentes en la final         | Resultado        |
| --- | -------------------- | ------------ | ------------- | --------- | ----------------------------- | ---------------- |
| 1.  | 10 de agosto de 2018 | F2 Hyvinkää  | Tierra batida | Eero Vasa | Sami Huurinainen Masi Sarpola | 6-4, 6-3         |
| 2.  | 5 de agosto de 2023  | M15 Hyvinkää | Tierra batida | Eero Vasa | Erik Grevelius Adam Heinonen  | 6-1, 5-7, [10-5] |
| 3.  | 17 de mayo de 2024   | M15 Kalmar   | Tierra batida | Eero Vasa | Erik Grevelius Adam Heinonen  | 6-4, 6-4         |